# Pomník Karla Filipa Schwarzenberga
Pomník Karla Filipa Schwarzenberga, znám též pod názvem pomník Karla Schwarzenberga, je žulový obelisk, který se nachází v parku za Poštovním dvorem na jižním okraji Karlových Varů. Byl zřízen na počest vítěze nad Napoleonem v bitvě u Lipska c. k. polního maršála knížete Karla Filipa Schwarzenberga.

## Historie
Ve dnech 16.–19. října 1813 se odehrála bitva u Lipska, známá též jako bitva národů, kde vítězným spojeneckým vojskům Rakouska, Pruska, Ruska a Švédska velel polní maršál kníže Karel Filip Schwarzenberg. Na počest tohoto vítěze nad Napoleonem byl postaven roku 1818 pamětní obelisk. Pro svého vojevůdce jej nechali zřídit rakouští důstojníci z jeho doprovodu. Slavnostní odhalení pomníku proběhlo 30. června 1818 během lázeňské návštěvy samotného knížete. Přestože bitva u Lipska přinesla Karlu Filipu Schwarzenbergovi světovou slávu a proslulost, sám si uvědomoval, že válka je především hrůzným násilím. Zde jsou jeho slova:
Korunuje-li můj podnik úspěch, pojímá mě při tom hrozný děs, přes krev a mrtvoly nejde cesta k mému štěstí.
 Karel Filip Schwarzenberg
Pozdější žulový obelisk nechal na místě původního vztyčit v roce 1891 vnuk knížete Karl Fürsten von Schwarzenberg. Zda předtím ten původní byl zbourán nebo tam již nebyl, není zatím známo.
V roce 1991 byl pomník celkově rekonstruován.

## Popis
Původní obelisk byl zhotoven z leštěného syenitu, podle jiných zdrojů z pískovce s několikastupňovou základnou s reliéfem na přední straně a koulí na vrcholu. K umístění pomníku bylo vybráno oblíbené místo knížete a od Poštovního dvora k němu byla vysázena dvouřadá alej. Pozdější Zákoutí knížete Karla Schwarzenberga bylo tehdy pietně upraveno a doplněno lavičkami.

Od roku 1891 zde stojí žulový komolý hranolový obelisk na vysokém členěném podstavci. Na přední straně v horní části je umístěna bílá oválná deska se zlaceným písmem
ZÁKOUTÍ KNÍŽETE KARLA SCHWARZENBERGA 1818

Stupňovitý podstavec je tvořen dvěma žulovými hranolovými sokly. Na přední straně spodního soklu je vyryt nápis zlaceným písmem
:Den 30. Juni 1818:

a na zadní straně spodního soklu pak nápisy zlaceným písmem
Im Jahre 1891 neu errichtet von Karl Fürsten zu Schwarzenberg

Renovováno 1991

Pomník je postaven na čtyřech žulových stupních na čtvercovém půdorysu. Kolem pomníku býval umístěn kovaný zdobný plůtek, který byl později nahrazen kovaným řetězem.